# Alberto Piazza
Pour les articles homonymes, voir Piazza.
Alberto Piazza né à Turin le 18 octobre 1941 et mort le 18 mai 2024 est un généticien italien, professeur de génétique humaine à l'université de Turin.

## Biographie
Alberto Piazza est professeur de statistiques médicales et de génétique humaine à l'université de Turin, en Italie, professeur de génétique à l'université de Naples.

## Publication
- L'histoire et de la géographie de gènes humains, Princeton University Press, 1994, avec Luigi Luca Cavalli-Sforza et Paolo Menozzi.